# Forêt nationale d'Inyo
La forêt nationale d'Inyo (en anglais, Inyo National Forest) est une forêt américaine, protégée par le gouvernement fédéral.
Elle est principalement située en Californie sur une surface de 7 445,76 km2 et une petite portion dans l'ouest du Nevada (245,47 km2). Elle s'étend du côté est du parc national de Yosemite au sud du parc national de Sequoia et Kings Canyon. Elle a été créée en mai 1907.

## Protection
La forêt comprend 9 réserves intégrales, soit Ansel Adams, John Muir, Hoover, Owens River Headwaters, Golden Trout, South Sierra, Boundary Peak, White Mountains et Inyo Mountains.

## Galerie

Le lac June, ou peut-être le lac Juin, dans la forêt nationale d'Inyo. Septembre 2016.

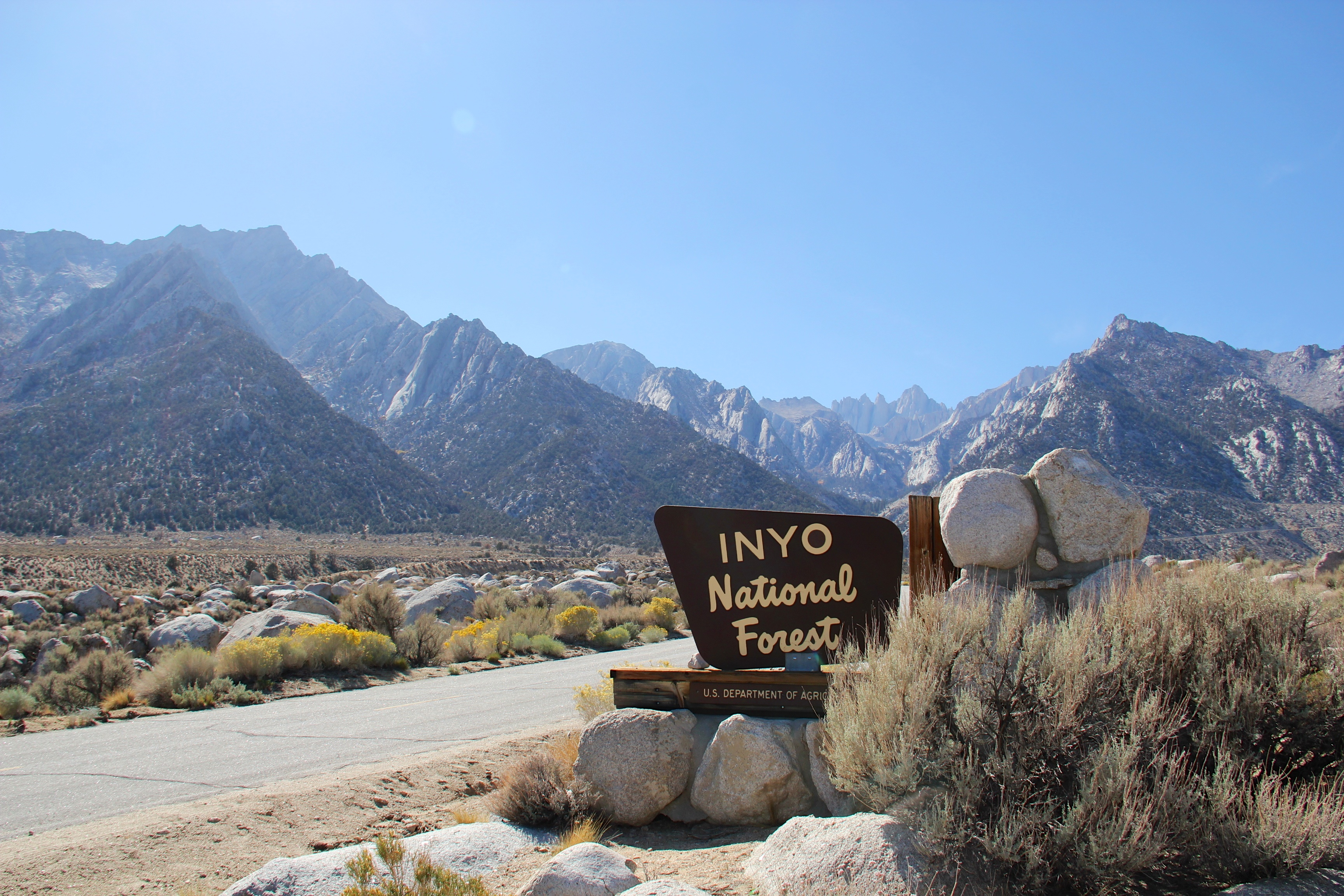
Entrée.
Lake Mary.
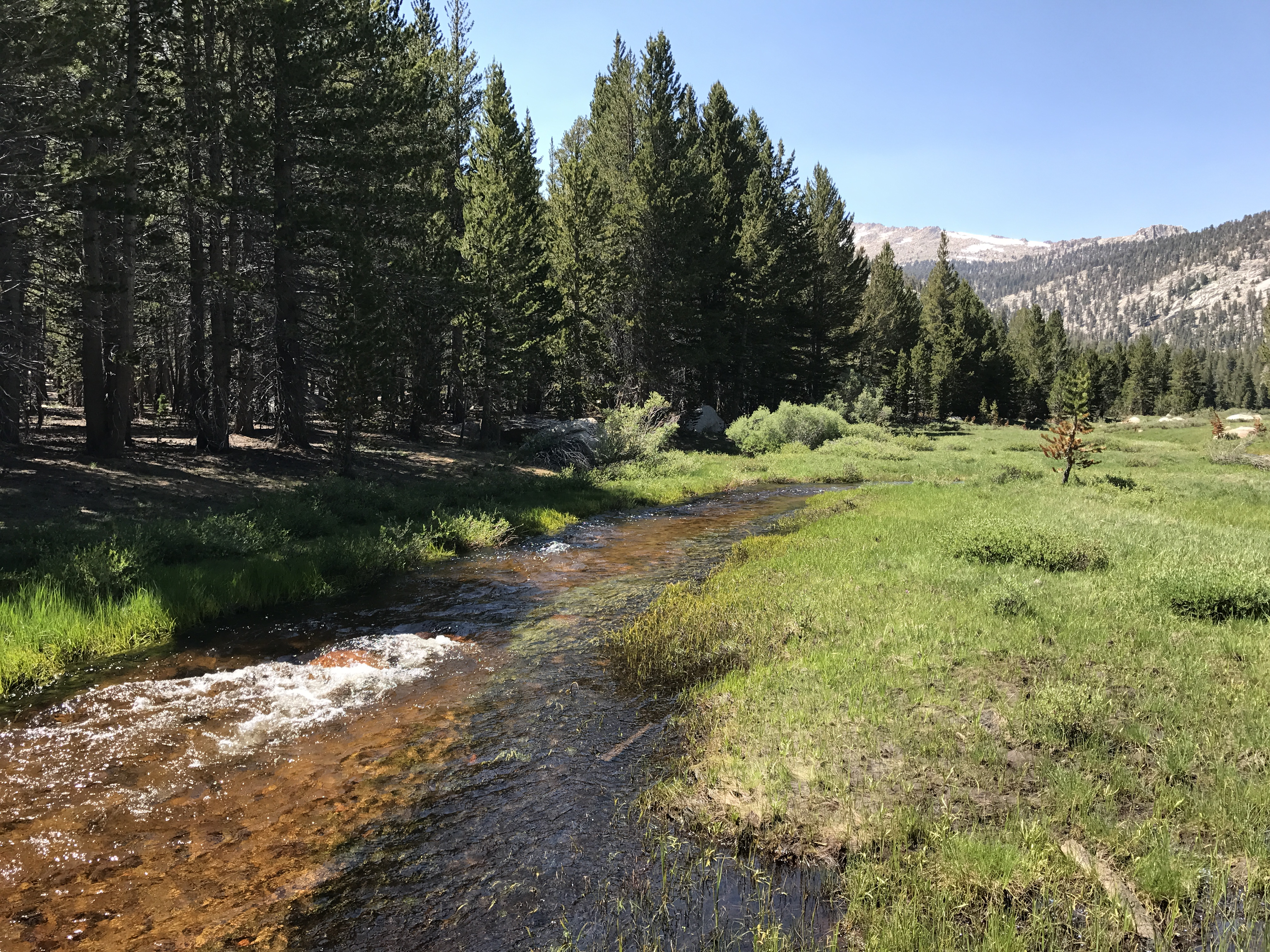
Lone Pine.
Twin Lakes.
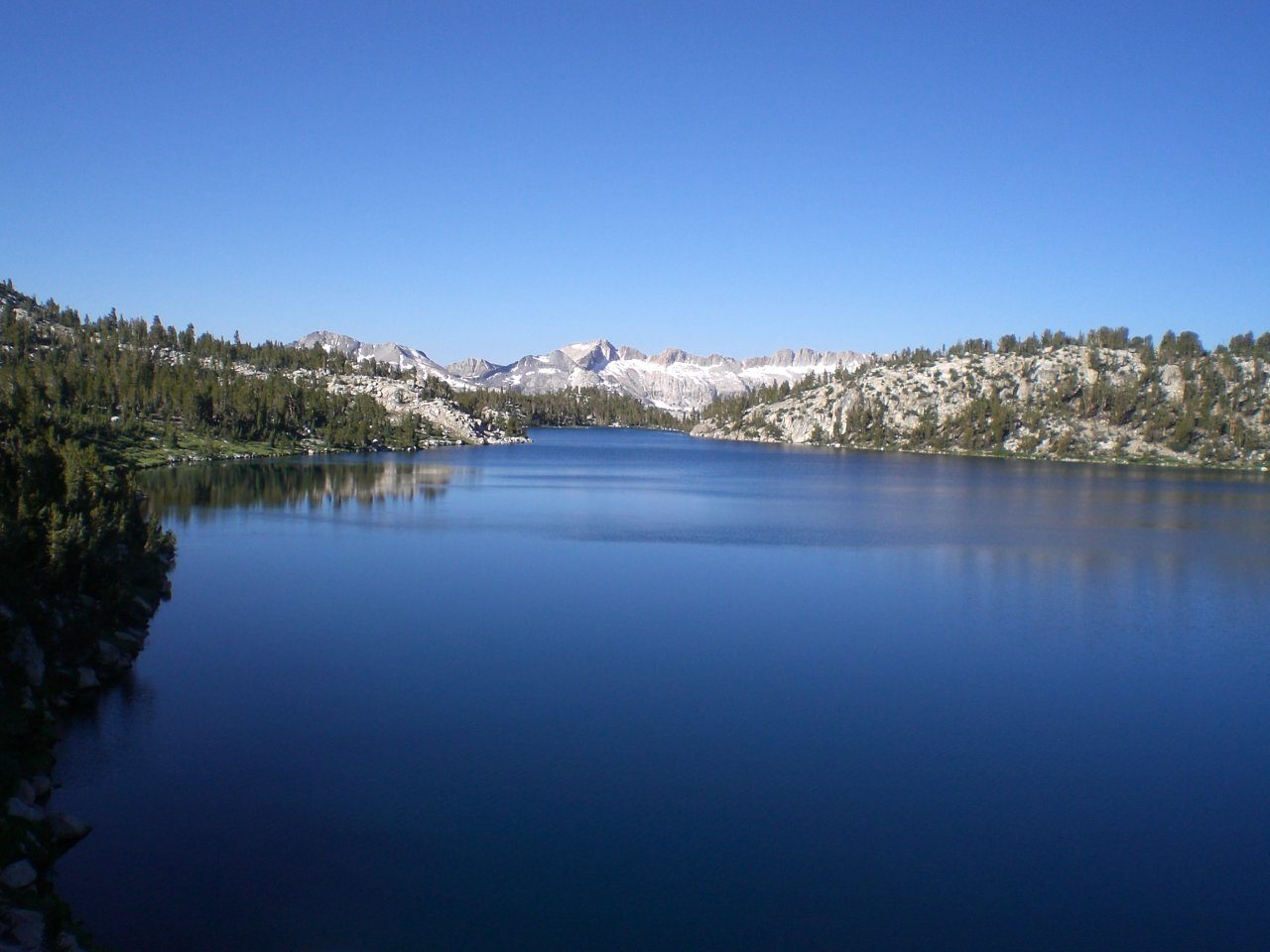
Lake Virginia.
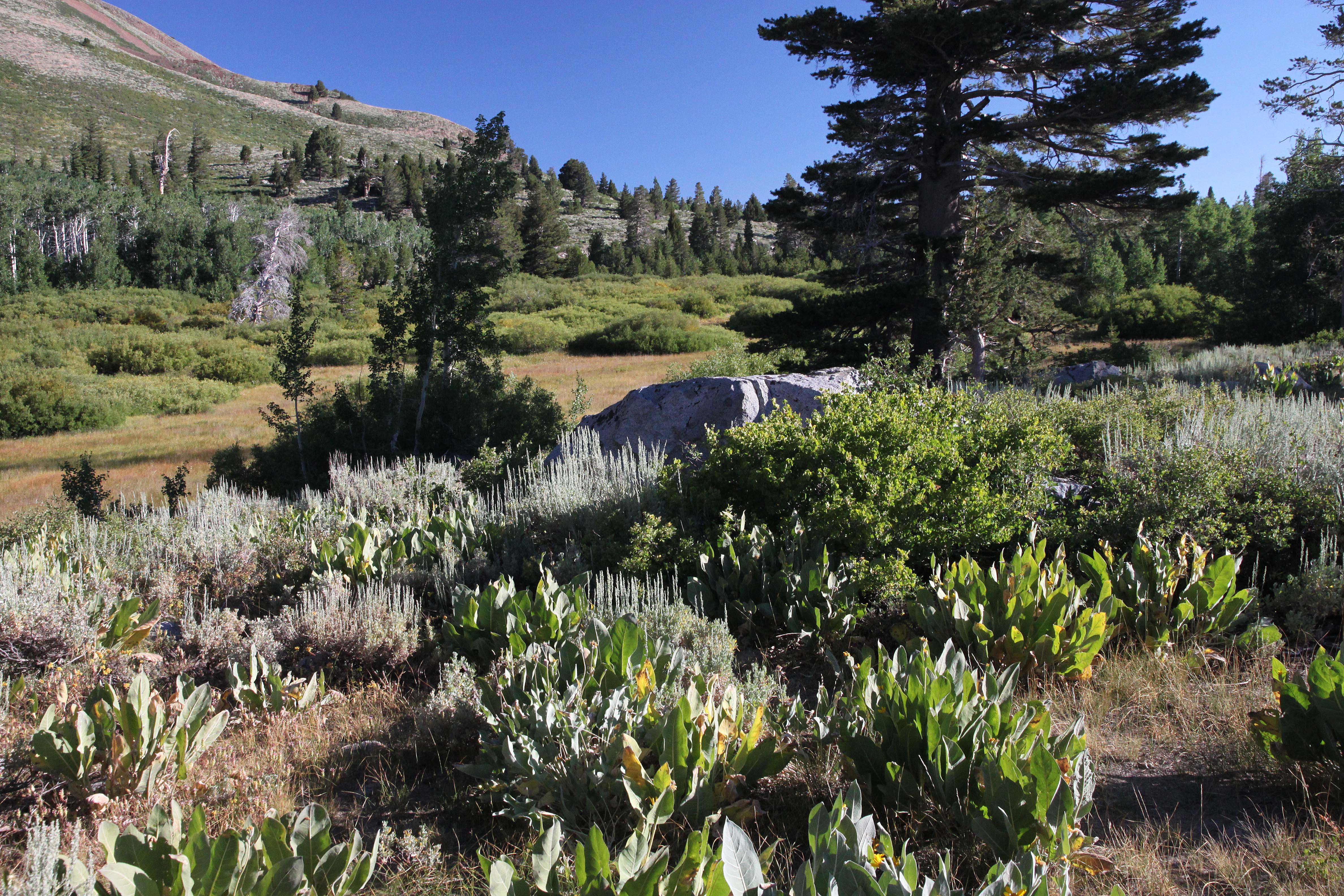
Lake Alpine.